# Psychologia sądowa
Psychologia sądowa – dział psychologii związany z funkcjonowaniem aparatu wymiaru sprawiedliwości. Pełni funkcję wspomagającą - ekspertalną (przeprowadzanie ekspertyz i wydawanie opinii). Istnieje też odmiana psychologii sądowej - naukowa (eksperymentalna) testująca nowe założenia psychologii, odnajdująca mechanizmy w zaistniałych już przypadkach.  Wiedza psychologiczna wykorzystywana jest w pracy sądowej, prokuratorskiej, policyjnej i resocjalizacji. Psychologia sądowa obejmuje również psychologię zeznań świadków, psychologiczne orzecznictwo cywilne (ZUSowskie), postępowanie adopcyjne. Psycholog sądowy posiłkuje się także zdobyczami dziedzin pokrewnych, m.in.: kryminologii oraz kryminalistyki. 
Psychologia sądowa zajmuje się m.in.:
- badaniem zjawisk patologii społecznej, przyczyn zachowań antyspołecznych (np. określonych typów przestępstw); psychologicznym aspektem przestępczości
- rehabilitacją zaburzeń zachowania osób, które weszły w konflikt z prawem, metodami resocjalizacji
- organizacją pracy placówek wymiaru sprawiedliwości, opracowaniem strategii ich działania, diagnozą i organizacją reżimu więziennego; problematyką izolacji więziennej; pracą z personelem więziennym
- wyjaśnianiem problemów psychologicznych, które mogą się pojawić przed i w trakcie rozpraw kryminalnych i cywilnych (np. oceną  poczytalności oskarżonego, wiarygodności świadków)
- oceną zasadności zwolnienia przedterminowego
- profilowaniem nieznanych sprawców niektórych przestępstw, zwłaszcza zabójstw, gwałtów i podpaleń